# Féchain
Féchain [feʃɛ̃] ist eine französische Gemeinde mit 1.654 Einwohnern (Stand: 1. Januar 2022) im Département Nord in der Region Hauts-de-France. Sie gehört zum Arrondissement Douai und zum Kanton Aniche. Die Einwohner werden Féchinois und Féchinoises genannt.

## Geographie

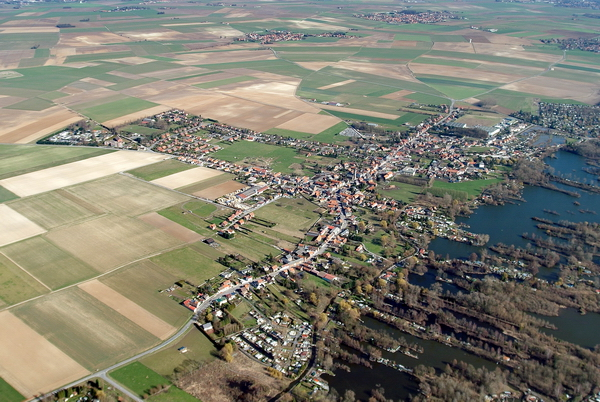
Féchain von oben

Féchain liegt etwa 25 Kilometer südwestlich von Valenciennes und etwa zehn Kilometer nördlich von Cambrai am Fluss Sensée. Umgeben wird Féchain von den Nachbargemeinden Fressain im Nordwesten und Norden, Marcq-en-Ostrevent im Nordosten, Wasnes-au-Bac im Osten, Hem-Lenglet im Südosten und Süden, Fressies im Süden und Südwesten sowie Aubigny-au-Bac im Westen.

## Bevölkerungsentwicklung
| Jahr                       | 1962 | 1968 | 1975 | 1982 | 1990 | 1999 | 2006 | 2012 | 2020 |
| Einwohner                  | 1402 | 1419 | 1515 | 1842 | 1762 | 1871 | 1836 | 1849 | 1675 |
| Quellen: Cassini und INSEE |      |      |      |      |      |      |      |      |      |

## Sehenswürdigkeiten
- Polissoir von Féchain, seit 1980 als Monument historique eingeschrieben
- Kirche Saint-Vaast im neuromanischen Stil aus dem frühen 20. Jahrhundert als Ersatz für den Vorgängerbau, der durch einen Brand im Jahr 1900 vollständig zerstört worden war
- Kapelle Saint-Roch, im 19. Jahrhundert neu gebaut
- Kapelle Sainte-Anne, 1924/1925 nach der Zerstörung im Ersten Weltkrieg neu errichtet
- Kapelle Sainte-Marie, 1850 erbaut
- Gutshof Fraitmelz aus dem 18. Jahrhundert

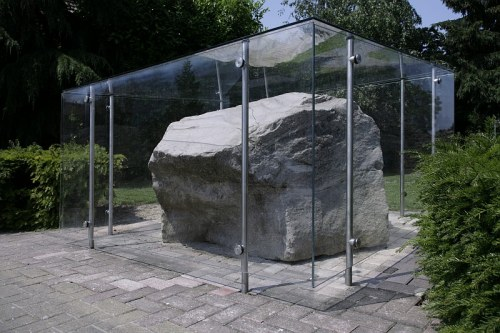
Polissoir de Féchain
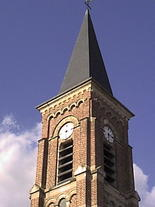
Kirche Saint-Vaast
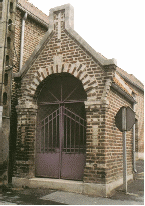
Kapelle Saint-Roch
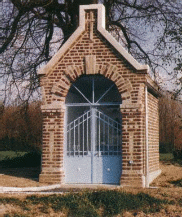
Kapelle Sainte-Anne
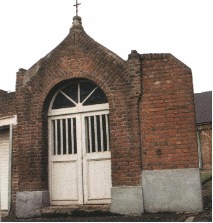
Kapelle Sainte-Marie